# Leptogaster altacola
Leptogaster altacola är en tvåvingeart som beskrevs av Martin 1957. Leptogaster altacola ingår i släktet Leptogaster och familjen rovflugor.
Artens utbredningsområde är Arizona. Inga underarter finns listade i Catalogue of Life.